# فيزندانغن
فيزندانغن (بالألمانية: Wiesendangen) هي بلدية سويسرية تتبع لمقاطعة فينترتور في كانتون زيورخ. تبلغ مساحتها 19.16 كيلومتر مربع.